# 畢陵伽婆蹉
畢陵伽婆蹉（ひつりょうがばしゃ、Skt：Pilinda-Vaccha ピリンダ・ヴァッチャ、音写：畢蘭陀筏蹉 等他、訳：悪口、余習、言語麁擴不遮尊貴 等他）は、釈迦仏の弟子の一人である。

## 略歴
舎衛城（シュラバスティー）のバラモン出身といわれる。Cuula-Gandhaara という隠身呪術を学び名声を得ていたという。しかし釈迦仏に遇い、その呪力を失い、仏独自の呪術を学ばんが為に仏弟子となった。諸天に愛せられる者として第一といわれる（テーラガータ9）。しかし仏弟子となって間もなく病み、以来、多病にして来る者によく説法した。その法を喜ぶもの妻に説法を乞わんとて、乗輿を以ってこれを迎えた。仏は以後、利益のある時は乗輿を許すと制定したという（有部皮革事下）。
彼はいつも眼球を患っており、ある時、在家信徒が彼のために酥油蜜生食等を送ったが、諸弟子がこれを貯えて食べたので、仏は食残宿食戒を制定されたといわれる（鼻奈耶8）。
彼には、他の比丘等を軽賤して Vasali（小婢）と呼ぶ癖があり、人々から訝られたが、仏はこれは彼の前生500生以来の習慣（癖）だと説明した。このことから彼はピリンダ・ヴァッチャ（悪口、余習、言語麁擴不遮尊貴）などと呼ばれるようになった。
Baaraannasii において、彼の外護者の家族が賊に襲われ、その二子を奪われた時、彼はこれを聞いて神通にて救った。また、王舎城の妹の夫の子を仏典学習の為に、彼自身の所へ通わす道中に、賊に奪われ、これを聞いて神通で救った。またビンビサーラ王から浄人を支給されたが、賊に奪われたのを、彼はまた奪い返したという（有部毘奈耶5）。また、彼は賊中よりその将を引き抜いて還り、17群の比丘等の父母がその少年達を率いて彼をして具受戒せしめたといわれる（五分律8）。
彼が王舎城に住し、一房を造らんがために洞窟を掃除した。ビンビサーラ王が来たりてこれを見て、守園人（浄人）を与えることを約束し、大臣をして500人を与えた。その浄人たちの居所（村）をAaraamikagaama（あるいは Pilindagaama）と呼ぶという。ある時、その村で祭があり、男女装飾して遊戯した。彼はその村に行乞し、一貧女が独り宝飾を得ざり悲しむのを見て、草を変じて黄金とし、金鬘を飾らしめた。しかしその金鬘が王の怪しむ所となり、その一家王に捕えられた。彼はこれを知ると王宮に行って、王の宮殿を黄金に変じたことで、その一貧女を放たしめたという。人々はその神通に感じ入り、五種の薬をもたらし彼に与えた。しかし彼はそれを他の比丘に与え、その比丘たちがこれを貯えたので、人々がこれを非難した。仏はこれにより7日間貯えることを得と制定したという。このような話に代表されるように王舎城においては彼に多くの供養があったといわれる。